# Cartel de cine

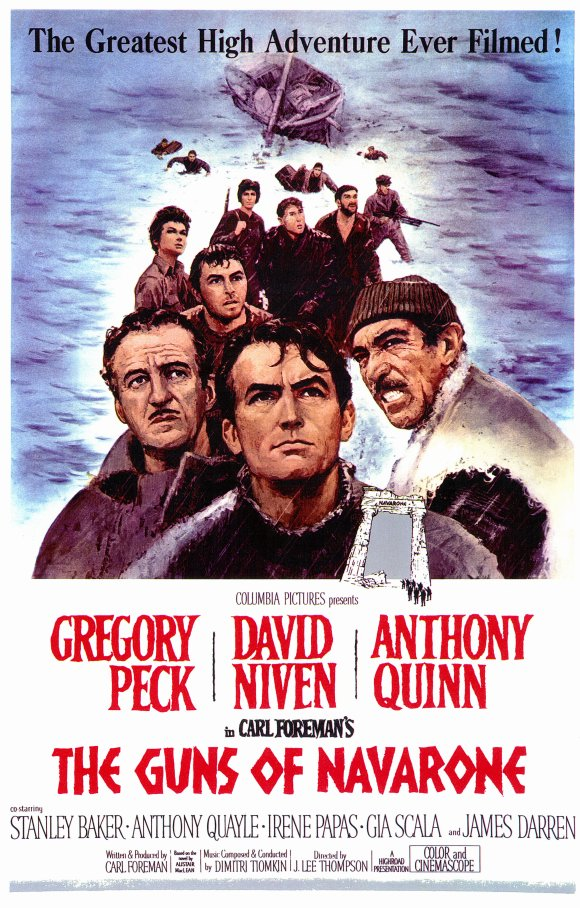
Cartel de Los cañones de Navarone, obra de Howard Terpning en 1962.

Un cartel de cine es un cartel que se usa para anunciar una película. En su origen solían incluir escenas significativas del filme o imágenes de los actores principales o sus nombres; más tarde se añadió el nombre del director y a veces un logo o imagen representativa (común a todo el espectro publicitario y el merchandising) o, en su caso, los premios obtenidos. Comenzaron como publicidad exterior anunciando el programa de las películas o cortos que se mostraban dentro de las nacientes salas de representación. El uso inicial de ilustraciones más o menos artísticas dentro de una cierta variedad de estilos y acompañadas de textos escritos a mano, cuadros horarios y frases publicitarias, fue luego sustituido por montajes fotográficos y diseños digitales de imagen.
El uso del cartel es común en los expositores exteriores e interiores de las salas de cine -junto a las tarjetas o programas de mano- y en todo tipo de vallas publicitarias de la calle. Las mismas imágenes aparecen en el álbum de prensa de la película y también se puede utilizar en los sitios web, la carátula del DVD, el ocasional CD de la banda musical, la publicidad ambulante, los anuncios en periódicos y revistas, etc. El hecho de que el cartel siga utilizándose desde hace más de un siglo, parece avalar la validez de este modelo publicitario quizá por su valor simbólico y como referente en la mente del espectador.

## Tipos

### One Sheet
El One Sheet es el formato de cartel publicitario más común y reconocible en Estados Unidos. Se introdujo y estandarizó en 1909 por la Motion Picture Patents Company de Thomas Alva Edison y se imprimía mediante litografía. Hasta inicios de la década de 1980, su tamaño promedio era de 27 x 41 pulgadas (68,6 x 104,1 cm) y se emitían doblados con un pliegue vertical y tres horizontales.

### Lobby card

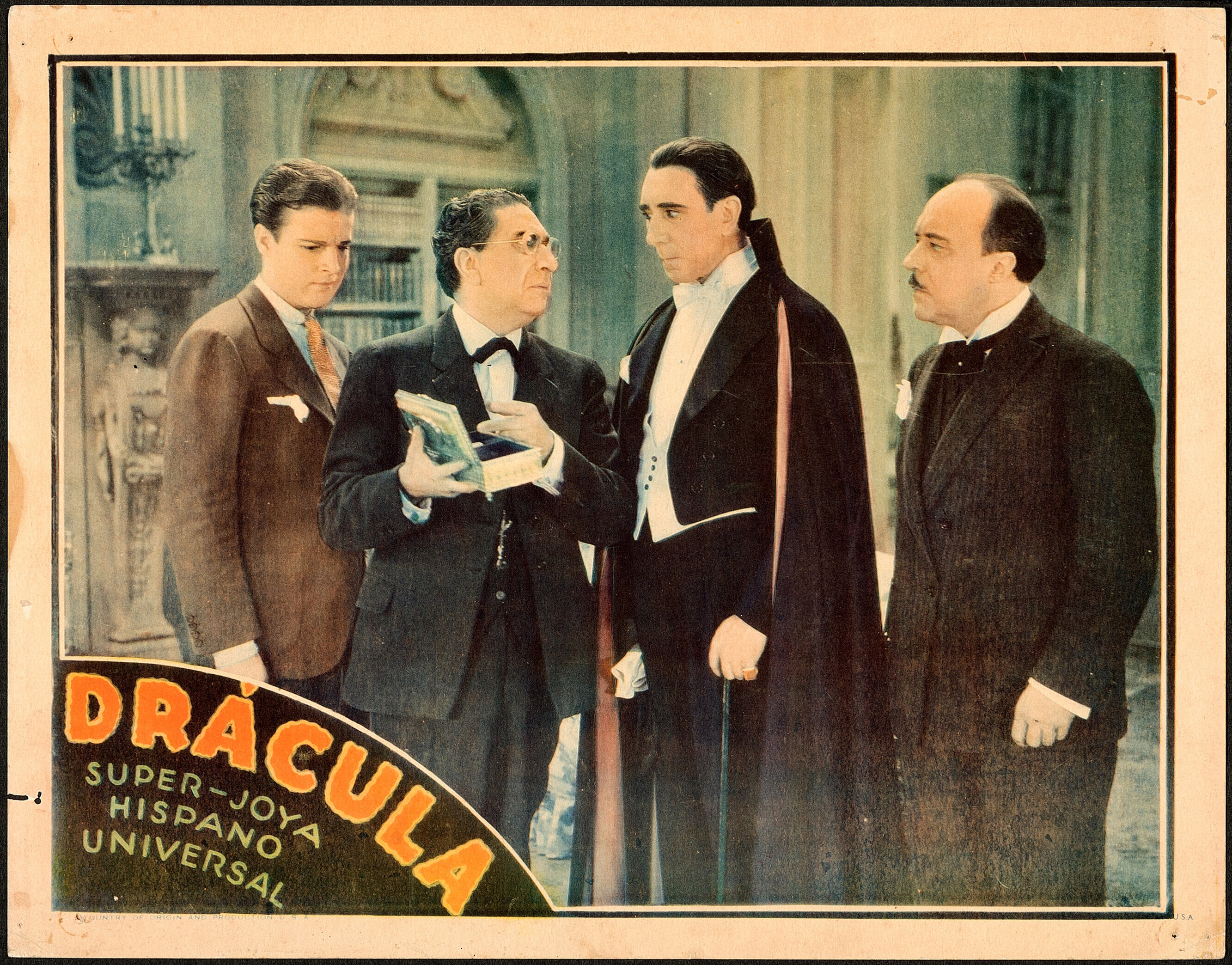
Lobby card de Drácula (1931),

También conocidas como "carteleras", las lobby cards son pequeños pósteres publicitarios de 28 x 36 cm y constaban de fotografías en blanco y negro, algunas veces coloreadas a mano. Se ponían en los pasillos de los cines en los que aparecía una imagen de la película, así como los créditos de la misma. Dejaron de fabricarse a mediados de los años 80, aunque todavía hoy en día se distribuyen en algunos pocos estrenos.

### Teaser poster
Es un cartel publicitario que contiene una imagen o diseño básico sin revelar demasiada información sobre la trama, el tema y los personajes. El objetivo es dar a conocer la película y generar expectativa. Puede incluir un tagline.[cita requerida]

## Historia

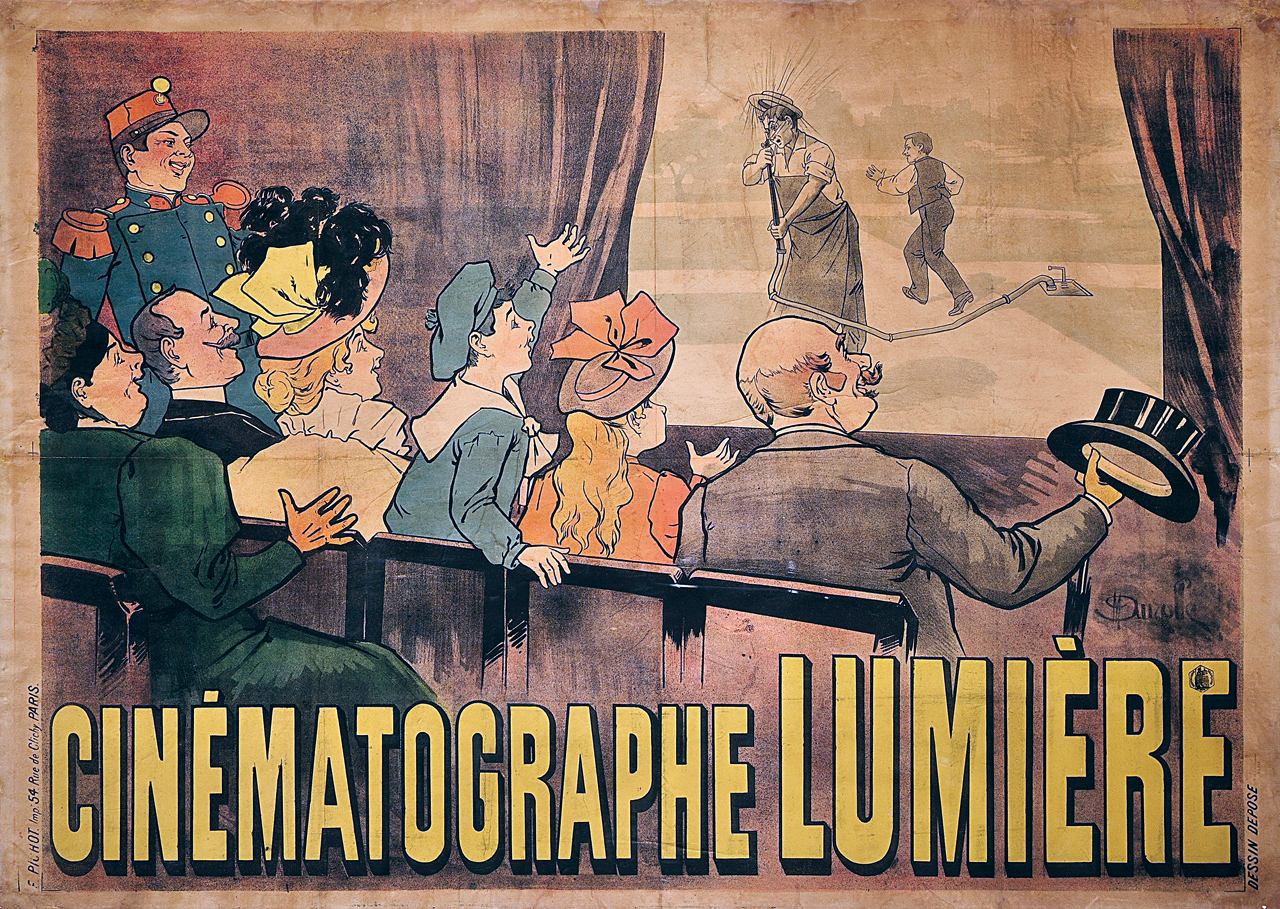
Cartel de El jardinero (1895), firmado por Marcellin Auzolle.

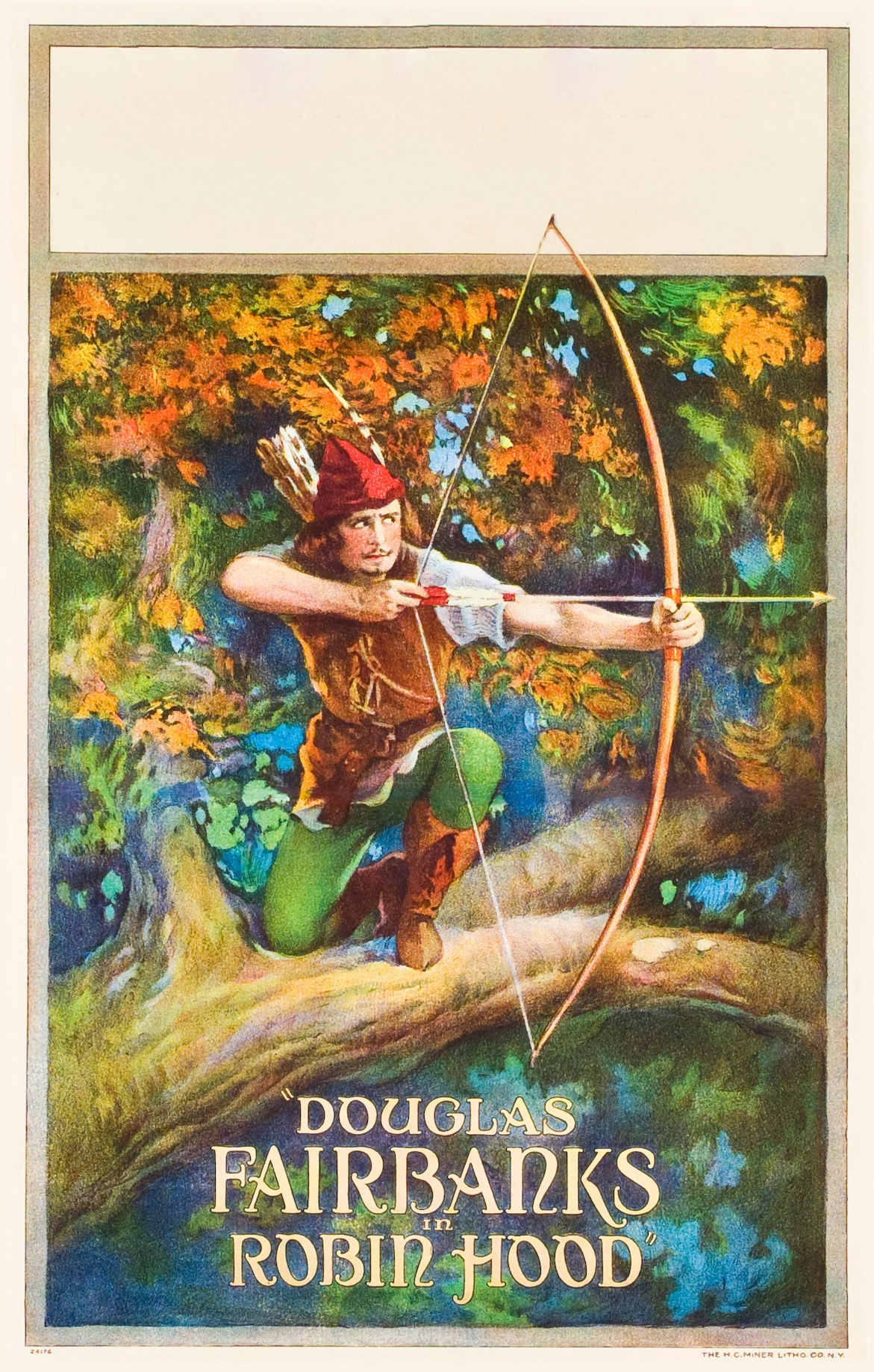
El actor Douglas Fairbanks en Robín de los bosques (1922).

Los carteles de cine se han utilizado desde las exhibiciones pioneras del cine. En Francia, los hermanos Lumière los usaron ya en sus primeras proyecciones, confiando el trabajo artístico a Henri Brispot, Abel Truchet o a Auzolle, autor del histórico cartel que muestra a una familia en primera fila de butacas como espectadores de El regador regado («L'arroseur arrosé»), comedia de 1896.
En los primeros años del siglo XX, el séptimo arte abandonó los barracones provisionales y se construyeron las primeras salas estables. Productores y exhibidores como Pathé o Gaumont encargaban carteles tanto a creadores conocidos como a discretos artesanos gráficos; así nacieron los de la productora de Pathé para las historias de Max Linder o las series de Fantomas (1913) de Gaumont. Mientras en Europa se percibían influencias del Art Nouveau, en Hollywood cada productora tenía su propio estilo; así ocurría con los carteles de la First National para El chico (1921) o de la United Artists para La quimera del oro (1925), ambas de Chaplin, o de El maquinista de la General (1926), de Keaton.
A partir de los años veinte se impuso en los carteles la tiranía de las grandes estrellas del cine mudo (el origen del «star–system»): Mary Pickford, Douglas Fairbanks o "Fatty" Arbuckle serán relevados Charles Chaplin, Buster Keaton, Harold Lloyd o Rodolfo Valentino. La cota artística y el presupuesto, no obstante, fueron generosos, como ocurrió en producciones como El ladrón de Bagdad, protagonizada por Fairbanks, o en las grandes epopeyas dirigidas por Cecil B. De Mille: Los diez mandamientos, (1923) o Rey de reyes (1927).

### Europa y los "ismos"
Frente a la tabla rasa del perro dio del mercado americano del cine, los hijos de las grandes potencias de Europa 'dieron cancha' a la fantasía de las diferentes vanguardias que en el terreno de las artes brotaron en el Viejo Continente a lo largo de la primera mitad del siglo XX. Así, es fácil rastrear señas del expresionismo alemán en carteles realizados por Otto Stahl–Arpke para El gabinete del doctor Caligari (1919) de Robert Wiene, o los de Theo Matejko para el Tartufo (1925) de Murnau. Por su parte, soviéticos y franceses conjugan "ismos" e ideologías (constructivismo, art decó, dadaísmo, futurismo, cubismo, neoimpresionismo, etc.) dejando ejemplos inolvidables como el cartel de Alexander Rodchenko para El acorazado Potemkin (1925), o la presencia de artistas de la talla de Fernand Léger, Alain Cuny o Boris Bilinsky.
Todo confluyó en las mesas de diseño de las grandes productoras: el abanico de las estéticas vanguardistas, la caricatura, el cómic, la herencia publicitaria del aparato propagandístico, o, como en el caso de Italia, la propia estética cinematográfica, el neorrealismo italiano de posguerra.
Los especialistas comentan el especial interés de los modelos del cartelismo socialista (en los países del bloque, como en las experiencias americanas, léase Cuba) que, frente a un cine ideológicamente más estrecho ofrecieron alternativas estéticas de banda más ancha que la habitual en el cine comercial. De esa cantera salieron diseñadores como el polaco Wiktor Górka, autor del cartel de Cabaret (1972) de Bob Fosse.

### «Pop-art», «nouvelle vague». Y elimperio contraataca
La segunda mitad del siglo XX también impuso sus modas y nuevos "ismos" (cuya mayor novedad fue quizá que ya no acababan en «ismo»). Dibujantes y diseñadores alemanes y británicos como Hans Hillmann o Heinz Edelman (El submarino amarillo (1968) de George Dunning), y Tomi Ungerer (Dr. Strangelove or: How I Learned to Stop Worrying and Love the Bomb (1964) de Stanley Kubrick). Francia e Italia, por su parte, insistieron en dar visos de originalidad a los carteles de la cinematografía de la nouvelle vague, la resaca del «cinéma vérité» y los intereses encontrados de Cinecittà (con la catelística específica de los filmes de Federico Fellini, Pier Paolo Pasolini o el spaguetti western).
En Estados Unidos, contraatacaron viejos maestros del cartel como Robert Peak (Apocalypse Now), Richard Amsel o Vic Fair, y los nuevos divos del cómic, como Frank Frazetta. La presencia en Hollywood de los George Lucas, Steven Spielberg, Martin Scorsese, Brian De Palma, etc. impuso el patrón estadounidense en el cartel de cine, quedando fuera de su influjo un sector del ámbito asiático (China, Japón, India).

## En España

### Pioneros
Los primeros carteles del cine español datan del inicio del siglo XX. Pioneros fueron, por ejemplo, Pere Montanyá (Don Pedro I, el cruel (1911), película de Marro y Baños, o Ruano Llopis (Los chicos de la escuela (1925), de Florián Rey. También pueden citarse los trabajos de L. Barreira, César Fernández Ardavín «Vinfer», Gago y Palacios o el prolífico L. Estrems. Sin olvidar a maestros del cartelismo como Salvador Bartolozzi (El bandido de la sierra -1926- de E. Fernández Ardavín, Rafael de Penagos ( Agustina de Aragón -1928- de Florián Rey) o Joaquín García Moya.
Los principales centros de producción dependieron de la industria gráfica de las imprentas, destacando en la década de 1930 las de Barcelona (Litografía J. Aviñó, Gráficas Valencia, Litografía Mirabet, Litografía Vicente Martínez, Gráficas Vicent), Madrid (Arte Madrid, Industrias Gráficas Martín, Ribadeneyra S.A., H.P. Gráfico, A. G. Sol, Grafos, Royper) y  Valencia (Gráficas Bobs, Hijos de J. M. Arnau, Martí y Mari, I. G. Viladot S.L., Vior, Hijo de B. Bañó). Es en esos años anteriores a la guerra civil española cuando empiezan a brillar los nombres de cartelistas como Enrique Herreros, José Morell, Rafael Raga Montesinos ("Raga"), Antonio Clavé, el Estudio LLO/AN (Llorca y Angel Camacho), Fernando Piñana y Josep Renau (Muñecas -1926- de Mario Roncoroni; El novio de mamá -1934- de Florián Rey; Chapaiev, el guerrillero rojo -1934- de Serguei y Georgi Vasiliev; La mulata de Córdoba -1945- de A. Fernández Bustamante; Locura de amor -1948- de Juan de Orduña; Arroz amargo -1948- de Giuseppe de Santis, en el cine europeo, o ya en su periodo mexicano: Raíces -1955- de Benito Alazraki).

### Posguerra y transición

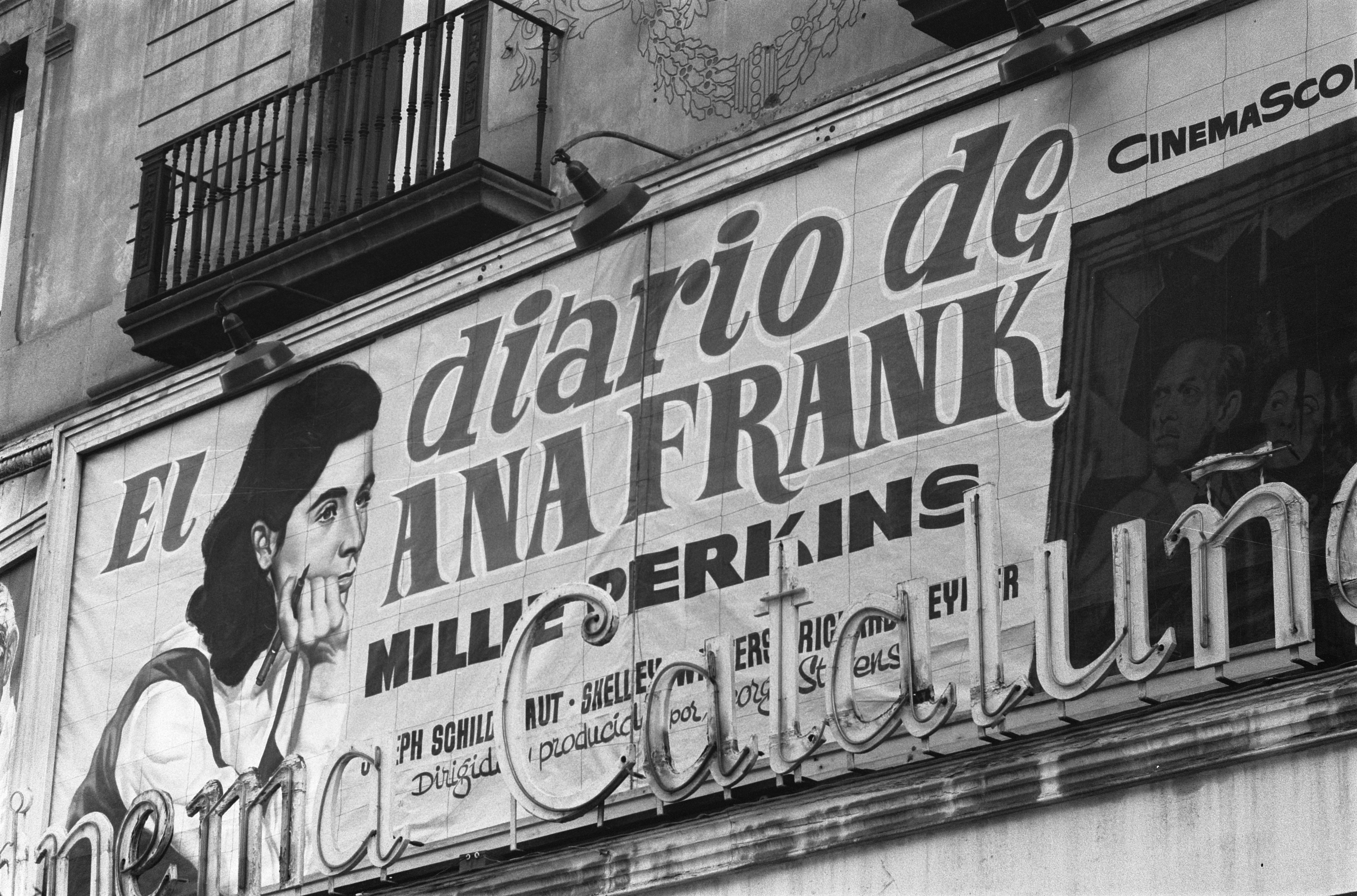
El cartel del estreno en 1960 de la película El diario de Ana Frank, en el cinema Cataluña de Tarrasa, con el nombre de la actriz Millie Perkins como cartel publicitario.

En la posguerra española, las grandes productoras y distribuidoras como Cifesa, Suevia Films o Ifisa, copian para sus carteles el modelo americano del «star–system», con ejemplos que se harían populares como Miguel Ligero en el cartel de Héroe a la fuerza (1941), de Benito Perojo; o las actrices Amparo Rivelles y Maruchi Fresno en películas como El clavo (1944), de Rafael Gil, y Mar abierto (1945), de Ramón Torrado. Para esas grandes empresas, en el pequeño cine español trabajaron cartelistas que llegarían a ser clásicos del cartelismo nacional, como: Emilio Chapí Rodríguez, José Peris Aragó, Josep Soligó Tena, Francisco Fernández Zarza («Jano»), Macario Gómez Quibus («Mac»), José Montalbán Saiz y Fernando Albericio.
El tímido aperturismo de los años sesenta y la década de 1970 atrajo a la industria del cartelismo a famosos humoristas gráficos como Manuel Summers, Antonio Mingote e incluso "Forges". A su vez, la transición democrática profesionalizó este sector artesano, poniéndolo definitivamente en manos de la industria publicitaria del cine, con dibujantes y diseñadores como Cruz Novillo (del Grupo 13), Enric Satué, Patrick Ferron (para Clave 2), Rolando & Memelsdorf (Carlos Rolando y Frank Memelsdorf), Per Torrent «Peret», Stvdio Gatti (Juan Gatti) u Oscar Mariné.

### Zulueta y cía
Quizá el capítulo más original del cartelismo cinematográfico español lo han escrito los propios realizadores, tal es el caso de Fernando Colomo y muy en especial Iván Zulueta. Junto a ellos cabría colocar a artistas de otros campos como el pintor Antonio Saura (quizá por ser hermano de Carlos Saura), diseñadores como Félix Murcia, dibujantes de cómics como Juan Ballesta o Ceesepe, fotógrafos como Ouka Lele o artistas polifacéticos como Luis Eduardo Aute.

### Carteles y censura
Algunos estudiosos del cine español han abordado el sugerente capítulo de la actuación de la censura franquista en la estética y ética concretas del cartel de cine. Dichos manuales abarcan el periodo entre los años 1937 y 1977, y se publicaron por primera vez ya en el siglo XXI. La represiva normativa de los censores no olvidó intervenir el material gráfico a veces a nivel local y, en general, a escala nacional y con carácter estatal. También se dieron casos de censura previa de los materiales a cargo de las propias distribuidoras cinematográficas españolas.
Los carteles censurados vieron desaparecer escotes generosos, vestidos entallados y en general el más mínimo asomo de dibujo erótico o seductor. También se cambiaron títulos de películas que resultaban irreverentes o poco adecuados según las estrechas miras de la autoridad tanto civil como religiosa. Menos anecdóticas fueron las prohibiciones en carteles o programas de mano, de los nombres de determinados actores, directores considerados antifranquistas. Tal 'normativa selectiva' afectó de modo específico a las producciones extranjeras o a autores y directores exiliados.
En el decálogo de la censura franquista aplicado con carácter 'oficial' en 1945, aparecía un 'mandamiento' específico para la cartelería publicitaria, tanto en películas españolas como extranjeras, cuyo texto era: "Censura del material publicitario de las películas".
La aludida estrechez de miras de los censores fluctuó en función de los representantes de los máximos cargos del Ministerio de Información y Turismo o la Dirección General de Cinematografía y Teatro, resultando especialmente duras la etapa inicial y la de Joaquín Argamasilla como director general, tras el breve periodo permisivo de José María García Escudero, cesado como director general en febrero de 1952, con Gabriel Arias-Salgado como ministro.

### sigloXXI
El cartel del siglo XXI se caracteriza por crear un lazo más estrecho entre el consumidor y el cartel. Las películas buscan tener algo que las caracterice en el mercado, por lo que utilizan elementos simples y fáciles de entender. Puede ser desde ilustración moderna, hasta fotos impactantes. Un ejemplo de esto es la imagen de Nymphomaniac de Lars Von Trier, cuyo elemento principal es el uso de dos paréntesis encontrados: (), haciendo referencia al contenido sexual de la película. El cartel cinematográfico en el siglo XXI busca que el consumidor se sorprenda en el momento. La sorpresa tiene que estar antes que la información: no hay tiempo para leer quién actúa o quién dirige. Los carteles comerciales buscan un impacto instantáneo.
A diferencia del cartel cinematográfico en el siglo XX, el nuevo cartel de cine ya no busca ser en sí una declaración política. El cartel ahora apela a la curiosidad del espectador y si tiene contenido político, lo primero que busca es el impacto y convertir la película en un producto deseable antes de un producto cultural. De esa forma, se genera un diálogo entre los cartelistas y los espectadores. El cartel es el paso anterior a la película ya que la anticipa. Ese diálogo se genera en el momento en que quien lo ve, encuentra algo deseable para su consumo. Por ejemplo, la presencia de un actor famoso, la continuación de una saga, como Harry Potter o James Bond. Otro enganche puede ser el cartel en sí, sin tomar en cuenta a los actores o directores. Un ejemplo es el de la película La vida de Adèle. Las técnicas suelen adaptarse al contenido, pero es muy popular el uso de: fotografía, ilustración y composición tipográfica. Lo importante es que, más allá de ser una obra de arte en sí, tiene que haber impacto y despertar deseo y curiosidad en el consumidor.

## Maestros del cartel cinematográfico

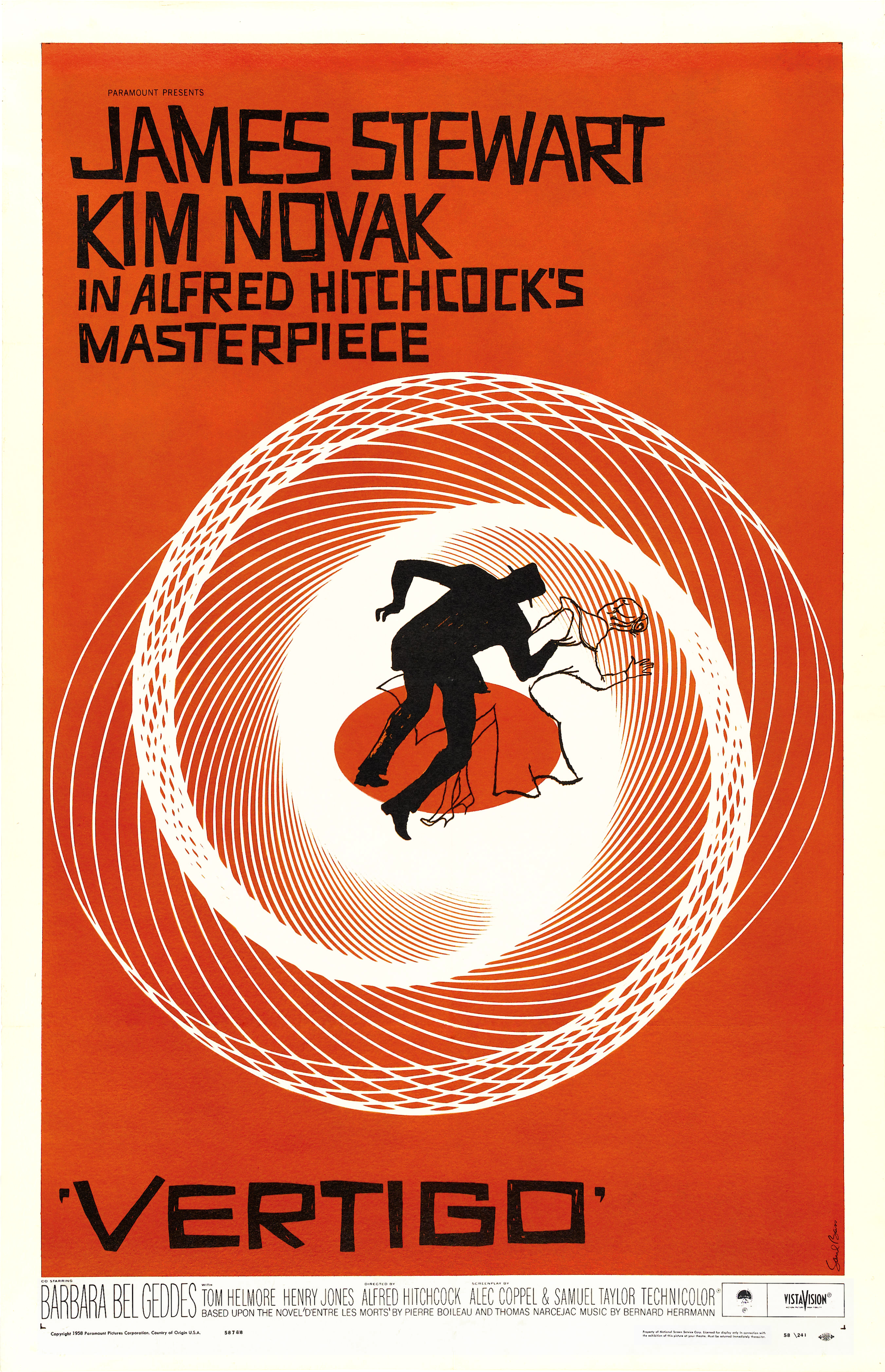
Cartel de Saul Bass, uno de los cartelistas favoritos de Alfred Hitchcock.

En el marco de la cinematografía de occidente, acaparada en gran medida por la industria estadounidense en lengua inglesa, pueden catalogarse como principales maestros del cartelismo, los siguientes nombres:
- John Alvin, el artista que firmó los carteles de Blade Runner, E.T., el extraterrestre, Batman Returns, Parque Jurásico, La bella y la bestia y El fantasma del paraíso, su trabajo quizá más premiado.

- Richard Amsel (1947-1985), en su breve aunque prolífica carrera aparecen joyas del cartelismo como El golpe (1973) o Raiders of the Lost Ark (1983).

- Saul Bass, maestro pionero, que trabajó para Alfred Hitchcock, Otto Preminger, Billy Wilder, Stanley Kubrick y más tarde para Martin Scorsese. Entre sus carteles más conocidos pueden citarse los de Vértigo, Psicosis o Casino.

- Bill Gold, quizá el mejor de los clásicos del cartelismo de la era dorada, con ejemplos como: Casablanca (película), La naranja mecánica o Solo para tus ojos.

- Tom Jung, acreedor de la "Key Art Award"  (que concede The International Society of Science Fiction Award) en 1978 y 1980; maestro cartelista para las grandes sagas como La guerra de las Galaxias o El Señor de los Anillos, o las inolvidables Papillon y Doctor Zhivago.

- Roger Kastel, creador de los carteles de Tiburón, dirigida por Steven Spielberg o de El imperio contraataca, dirigida por Irvin Kershner.[20]

- Burt Kleeger, quizá el artista favorito de Woody Allen, como demuestran sus carteles para Interiores, Manhattan, The Purple Rose of Cairo o Shadows and Fog.

- Robert McGinnis, alumno de Walt Disney y otro de los más reconocidos especialistas del universo "007",[21] (Casino Royale), autor además de clásicos del cartel como Breakfast at Tiffany's y Barbarella.

- Bob Peak, uno de los grandes maestros clásicos, con obras tan famosas como sus carteles de Camelot,  West Side Story, Star Trek: The Motion Picture, La espía que me amó, Superman y Apocalypse Now.

- Drew Struzan, otro de los clásicos poderosos; en su nómina se anotan: Star Wars, Rambo, Indiana Jones, Back to the Future y Harry Potter y la piedra filosofal.

- Howard Terpning, uno de los grandes dibujantes de los prototipos del nativo americano, y maestro clásico entre los clásicos del cartelismo de Hollywood, como: Los cañones de Navarone, Cleopatra, The Sound of Music o Lawrence de Arabia.

- Boris Vallejo, dibujante peruano afincado en Estados Unidos, especialista en los géneros fantásticos y eróticos de la filmografía de ciencia ficción: National Lampoon's Vacation y Q.